# Gerhard Stieberitz
Gerhard Stieberitz (* 30. Juni 1939 in Stößen) ist ein deutscher früherer Volkskammerabgeordneter der DDR für die Freie Deutsche Jugend (FDJ).

## Leben
Stieberitz ist der Sohn eines Arbeiters. Nach dem Besuch der Grundschule und der Berufsschule nahm er 1953 eine dreijährige Lehre zum Elektromonteur auf. Später studierte er an der Ingenieurschule für Elektroenergie in Zittau, die er als Ingenieur abschloss. Außerdem hatte er ein Fernstudium an der Technischen Universität Dresden aufgenommen. Er war als Hauptspezialist im VEB Jugendkraftwerk „Artur Becker“ Trattendorf tätig und wohnte mit seiner Familie in Spremberg.

## Politik
Stieberitz trat 1953 in die FDJ und in den FDGB ein und wurde 1958 in die Kammer der Technik aufgenommen. 1962 trat er der SED bei.
In der Wahlperiode von 1963 bis 1967 war er Mitglied der FDJ-Fraktion in der Volkskammer der DDR, die unter Vorsitz von Helmut Müller stand.

## Auszeichnungen
- Jungaktivist